# Koning Salman-moskee
De Koning Salman-moskee is de grootste moskee in Malé, de hoofdstad van de Malediven, met een capaciteit van 10.000 gelovigen. De bouw van de moskee werd gedeeltelijk gefinancierd door Saoedi-Arabië en is vernoemd naar de Saoedische koning Salman bin Abdoel Aziz al-Saoed.

## Geschiedenis
De moskee was gepland om de 50ste verjaardag van de onafhankelijkheid van de Malediven te herdenken. De bouw van de moskee begon in 2018. De opening van de moskee was gepland in 2021, maar werd uitgesteld omdat het bouwwerk nog niet af is. De moskee werd in april 2022 onofficieel geopend voor gebeden.

## Architectuur
Het zes verdiepingen tellende moskeegebouw wordt geflankeerd door vijf minaretten, die de vijf pijlers van de islam vertegenwoordigen. Het gebouw mist een traditionele koepel. In plaats daarvan is de koepelachtige structuur ontworpen om op een bedoeïenenwoestijntent te lijken.

## Faciliteiten
De moskee zou ook een bibliotheek, een auditorium, klaslokalen en een polyvalente zaal hebben.